# Giải vô địch bóng rổ thế giới 2023 (Bảng C)

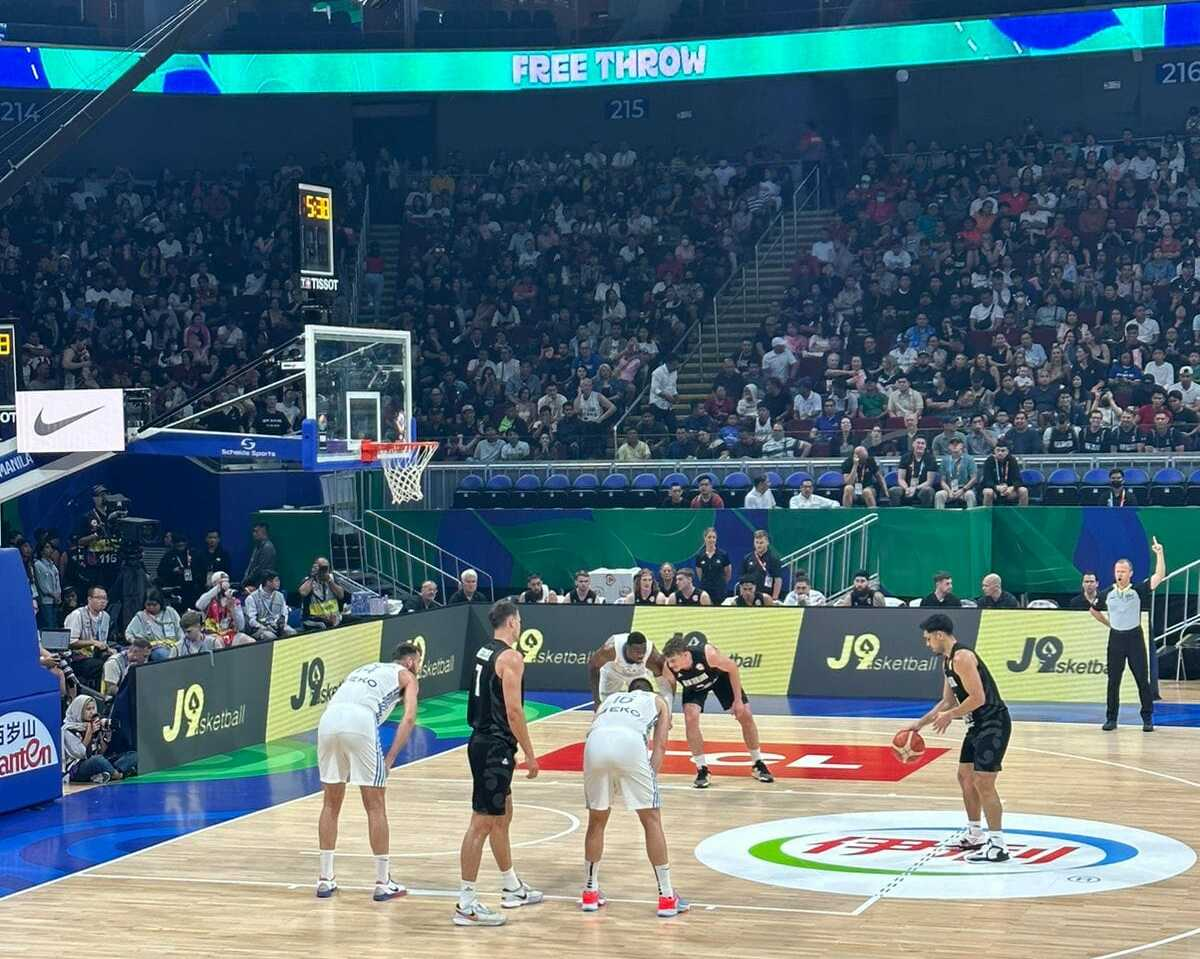
Trận đấu giữa Hy Lạp và New Zealand

Bảng C là một trong tám bảng đấu trong giai đoạn vòng bảng của Giải vô địch bóng rổ thế giới 2023, diễn ra từ ngày 26 đến ngày 30 tháng 8 năm 2023, bao gồm các đội Hoa Kỳ, Jordan, Hy Lạp và New Zealand, trong đó Hy Lạp từng gặp New Zealand tại giai đoạn vòng bảng giải đấu trước; gặp Hoa Kỳ tại vòng 2 giải đấu trước; còn Jordan và New Zealand từng gặp nhau tại vòng loại khu vực châu Á. Mỗi đội thi đấu vòng bảng theo thể thức vòng tròn một lượt tính điểm, mỗi đội gặp nhau đúng 1 lần duy nhất, tất cả các trận đấu của bảng diễn ra tại SM Mall of Asia Arena, Pasay, Philippines. Hai đội đứng đầu bảng sẽ giành vé vào vòng 2, còn 2 đội cuối bảng sẽ phải thi đấu vòng phân hạng 17–32.

## Các đội tuyển
| Đội tuyển   | Vượt qua vòng loại               | Vượt qua vòng loại      | Số lần tham dự   | Số lần tham dự | Số lần tham dự           | Thành tích tốt nhất                    | Thứ hạng |
| Đội tuyển   | Với tư cách                      | Ngày vượt qua vòng loại | Lần cuối tham dự | Số lần tham dự | Số lần tham dự liên tiếp | Thành tích tốt nhất                    | Thứ hạng |
| ----------- | -------------------------------- | ----------------------- | ---------------- | -------------- | ------------------------ | -------------------------------------- | -------- |
| Hoa Kỳ      | 3 đội đầu bảng F khu vực châu Mỹ | 23 tháng 2 năm 2023     | 2019             | 19             | 19                       | Vô địch (1954, 1986, 1994, 2010, 2014) | 2        |
| Jordan      | 3 đội đầu bảng E khu vực châu Á  | 24 tháng 2 năm 2023     | 2019             | 3              | 2                        | Hạng 23 (2010)                         | 33       |
| Hy Lạp      | 3 đội đầu bảng I khu vực châu âu | 14 tháng 11 năm 2022    | 2019             | 9              | 5                        | Á quân (2006)                          | 9        |
| New Zealand | 3 đội đầu bảng E khu vực châu Á  | 29 tháng 8 năm 2022     | 2019             | 7              | 6                        | Hạng tư (2002)                         | 26       |

## Bảng xếp hạng
| VT | Đội         | ST | T | B | ĐT  | ĐB  | HS   | Đ | Giành quyền tham dự |
| -- | ----------- | -- | - | - | --- | --- | ---- | - | ------------------- |
| 1  | Hoa Kỳ      | 3  | 3 | 0 | 318 | 215 | +103 | 6 | Vòng 2              |
| 2  | Hy Lạp      | 3  | 2 | 1 | 256 | 254 | +2   | 5 | Vòng 2              |
| 3  | New Zealand | 3  | 1 | 2 | 241 | 269 | −28  | 4 | Phân hạng 17–32     |
| 4  | Jordan      | 3  | 0 | 3 | 220 | 297 | −77  | 3 | Phân hạng 17–32     |

## Các trận đấu
Tất cả các trận đấu được diễn ra theo (UTC+8).

### Hoa Kỳ vs New Zealand
| 26 tháng 8 năm 2023 20:40 | Chi tiết | Hoa Kỳ                                                           | 99–72 | New Zealand                                                        |  | SM Mall of Asia Arena, Pasay Số khán giả: 10,978 Trọng tài: Manuel Mazzoni (Ý), Boris Krejič (Slovenia), Park Kyoung-jin (Hàn Quốc) |
| 26 tháng 8 năm 2023 20:40 | Chi tiết | Điểm mỗi set: 19–18, 26–18, 31–22, 23–14                         |       |                                                                    |  | SM Mall of Asia Arena, Pasay Số khán giả: 10,978 Trọng tài: Manuel Mazzoni (Ý), Boris Krejič (Slovenia), Park Kyoung-jin (Hàn Quốc) |
| 26 tháng 8 năm 2023 20:40 | Chi tiết | Điểm: Banchero 21 Chụp bóng bật bảng: Edwards 7 Hỗ trợ: Reaves 6 |       | Điểm: Te Rangi 15 Chụp bóng bật bảng: Delany, Fotu 5 Hỗ trợ: Ili 5 |  | SM Mall of Asia Arena, Pasay Số khán giả: 10,978 Trọng tài: Manuel Mazzoni (Ý), Boris Krejič (Slovenia), Park Kyoung-jin (Hàn Quốc) |

### Jordan vs Hy Lạp
| 26 tháng 8 năm 2023 16:45 | Chi tiết | Jordan | 71–92 | Hy Lạp                                                                    |  | SM Mall of Asia Arena, Pasay Số khán giả: 5,795 Trọng tài: Antonio Conde (Tây Ban Nha), Kato Takaki (Nhật Bản), Manuel Attard (Ý) |
| 26 tháng 8 năm 2023 16:45 | Chi tiết | Điểm mỗi set: 14–19, 19–27, 27–20, 11–26                                                                          |       |                                                                           |  | SM Mall of Asia Arena, Pasay Số khán giả: 5,795 Trọng tài: Antonio Conde (Tây Ban Nha), Kato Takaki (Nhật Bản), Manuel Attard (Ý) |
| 26 tháng 8 năm 2023 16:45 | Chi tiết | Điểm: Hollis-Jefferson 24 Chụp bóng bật bảng: Al-Dwairi, Hollis-Jefferson 7 Hỗ trợ: Al-Dwairi, Hollis-Jefferson 9 |       | Điểm: Larentzakis 19 Chụp bóng bật bảng: Rogkavopoulos 7 Hỗ trợ: Walkup 7 |  | SM Mall of Asia Arena, Pasay Số khán giả: 5,795 Trọng tài: Antonio Conde (Tây Ban Nha), Kato Takaki (Nhật Bản), Manuel Attard (Ý) |

### Hy Lạp vs Hoa Kỳ
| 28 tháng 8 năm 2023 20:40 | Chi tiết | Hy Lạp                                                                                   | 81–109 | Hoa Kỳ                                                       |  | SM Mall of Asia Arena, Pasay Số khán giả: 11,392 Trọng tài: Antonio Conde (Tây Ban Nha), Manuel Mazzoni (Ý), Daniel García (Venezuela) |
| 28 tháng 8 năm 2023 20:40 | Chi tiết | Điểm mỗi set: 19–23, 18–27, 19–29, 25–30                                                 |        |                                                              |  | SM Mall of Asia Arena, Pasay Số khán giả: 11,392 Trọng tài: Antonio Conde (Tây Ban Nha), Manuel Mazzoni (Ý), Daniel García (Venezuela) |
| 28 tháng 8 năm 2023 20:40 | Chi tiết | Điểm: Papagiannis 17 Chụp bóng bật bảng: Antetokounmpo, Rogkavopoulos 4 Hỗ trợ: Walkup 7 |        | Điểm: Reaves 15 Chụp bóng bật bảng: Hart 11 Hỗ trợ: Reaves 6 |  | SM Mall of Asia Arena, Pasay Số khán giả: 11,392 Trọng tài: Antonio Conde (Tây Ban Nha), Manuel Mazzoni (Ý), Daniel García (Venezuela) |

### New Zealand vs Jordan
| 28 tháng 8 năm 2023 16:45 | Chi tiết | New Zealand                                                 | 95–87 | Jordan                                                                       | OT | SM Mall of Asia Arena, Pasay Số khán giả: 7,331 Trọng tài: Kato Takaki (Nhật Bản), Boris Krejič (Slovenia), Péter Praksch (Hungary) |
| 28 tháng 8 năm 2023 16:45 | Chi tiết | Điểm mỗi set: 21–18, 25–19, 19–20, 20–28, OT: 10–2          |       |                                                                              | OT | SM Mall of Asia Arena, Pasay Số khán giả: 7,331 Trọng tài: Kato Takaki (Nhật Bản), Boris Krejič (Slovenia), Péter Praksch (Hungary) |
| 28 tháng 8 năm 2023 16:45 | Chi tiết | Điểm: Le'afa 23 Chụp bóng bật bảng: Delany 7 Hỗ trợ: Ili 10 |       | Điểm: Hollis-Jefferson 39 Chụp bóng bật bảng: Al-Dwairi 10 Hỗ trợ: Ibrahim 9 | OT | SM Mall of Asia Arena, Pasay Số khán giả: 7,331 Trọng tài: Kato Takaki (Nhật Bản), Boris Krejič (Slovenia), Péter Praksch (Hungary) |

### Hoa Kỳ vs Jordan
| 30 tháng 8 năm 2023 16:40 | Chi tiết | Hoa Kỳ                                                            | 110–62 | Jordan                                                                            |  | SM Mall of Asia Arena, Pasay Số khán giả: 10,551 Trọng tài: Kato Takaki (Nhật Bản), Kristian Paez (Ecuador), Péter Praksch (Hungary) |
| 30 tháng 8 năm 2023 16:40 | Chi tiết | Điểm mỗi set: 31–12, 31–21, 25–16, 23–13                          |        |                                                                                   |  | SM Mall of Asia Arena, Pasay Số khán giả: 10,551 Trọng tài: Kato Takaki (Nhật Bản), Kristian Paez (Ecuador), Péter Praksch (Hungary) |
| 30 tháng 8 năm 2023 16:40 | Chi tiết | Điểm: Edwards 22 Chụp bóng bật bảng: Hart 12 Hỗ trợ: Haliburton 6 |        | Điểm: Hollis-Jefferson 20 Chụp bóng bật bảng: Hollis-Jefferson 7 Hỗ trợ: Kanaan 6 |  | SM Mall of Asia Arena, Pasay Số khán giả: 10,551 Trọng tài: Kato Takaki (Nhật Bản), Kristian Paez (Ecuador), Péter Praksch (Hungary) |

### Hy Lạp vs New Zealand
| 30 tháng 8 năm 2023 20:40 | Chi tiết | Hy Lạp                                                                 | 83–74 | New Zealand                                              |  | SM Mall of Asia Arena, Pasay Số khán giả: 5,625 Trọng tài: Manuel Mazzoni (Ý), Andris Aunkrogers (Latvia), Carlos Vélez (Colombia) |
| 30 tháng 8 năm 2023 20:40 | Chi tiết | Điểm mỗi set: 15–20, 17–23, 18–11, 33—20                               |       |                                                          |  | SM Mall of Asia Arena, Pasay Số khán giả: 5,625 Trọng tài: Manuel Mazzoni (Ý), Andris Aunkrogers (Latvia), Carlos Vélez (Colombia) |
| 30 tháng 8 năm 2023 20:40 | Chi tiết | Điểm: Papapetrou 27 Chụp bóng bật bảng: Papagiannis 9 Hỗ trợ: Walkup 9 |       | Điểm: Ili 27 Chụp bóng bật bảng: Delany 14 Hỗ trợ: Ili 8 |  | SM Mall of Asia Arena, Pasay Số khán giả: 5,625 Trọng tài: Manuel Mazzoni (Ý), Andris Aunkrogers (Latvia), Carlos Vélez (Colombia) |

## Thống kê

### Điểm
| # | Cầu thủ                 | Số trận đấu | Số điểm | Số điểm trên một trận |
| - | ----------------------- | ----------- | ------- | --------------------- |
| 1 | Rondae Hollis-Jefferson | 3           | 83      | 27.7                  |
| 2 | Shea Ili                | 3           | 54      | 18.0                  |
| 3 | Anthony Edwards         | 3           | 49      | 16.3                  |
| 3 | Ioannis Papapetrou      | 3           | 49      | 16.3                  |
| 5 | Giannoulis Larentzakis  | 3           | 46      | 15.3                  |

### Chụp bóng bật bảng
| # | Cầu thủ                 | Số trận đấu | Số pha chụp bóng bật bảng | Số pha chụp bóng bật bảng trên một trận |
| - | ----------------------- | ----------- | ------------------------- | --------------------------------------- |
| 1 | Josh Hart               | 3           | 27                        | 9.0                                     |
| 2 | Finn Delany             | 3           | 26                        | 8.7                                     |
| 3 | Ahmad Al-Dwairi         | 3           | 25                        | 8.3                                     |
| 3 | Rondae Hollis-Jefferson | 3           | 25                        | 8.3                                     |
| 5 | Anthony Edwards         | 3           | 17                        | 5.7                                     |

### Hỗ trợ
| # | Cầu thủ           | Số trận đấu | Số pha hỗ trợ | Số pha hỗ trợ trên một trận |
| - | ----------------- | ----------- | ------------- | --------------------------- |
| 1 | Shea Ili          | 3           | 23            | 7.7                         |
| 1 | Thomas Walkup     | 3           | 23            | 7.7                         |
| 3 | Freddy Ibrahim    | 3           | 19            | 6.3                         |
| 4 | Austin Reaves     | 3           | 13            | 4.3                         |
| 5 | Tyrese Haliburton | 3           | 12            | 4.0                         |

### Chắn bóng
| # | Cầu thủ              | Số trận đấu | Số pha chắn bóng | Số pha chắn bóng trên một trận |
| - | -------------------- | ----------- | ---------------- | ------------------------------ |
| 1 | Georgios Papagiannis | 3           | 6                | 2.0                            |
| 2 | Jaren Jackson Jr.    | 3           | 5                | 1.7                            |
| 2 | Walker Kessler       | 3           | 5                | 1.7                            |
| 4 | Paolo Banchero       | 3           | 4                | 1.3                            |
| 4 | Ahmad Al-Dwairi      | 3           | 4                | 1.3                            |
| 4 | Tyrese Haliburton    | 3           | 4                | 1.3                            |

### Cướp bóng
| # | Cầu thủ                         | Số trận đấu | Số pha cướp bóng | Số pha cướp bóng trên một trận |
| - | ------------------------------- | ----------- | ---------------- | ------------------------------ |
| 1 | Izayah Le'afa                   | 3           | 6                | 2.0                            |
| 1 | Austin Reaves                   | 3           | 6                | 2.0                            |
| 2 | Thanasis Antetokounmpo          | 3           | 5                | 1.7                            |
| 2 | Tyrese Haliburton               | 3           | 5                | 1.7                            |
| 2 | Rondae Hollis-Jefferson         | 3           | 5                | 1.7                            |
| 2 | Bản mẫu:Fkagicon Freddy Ibrahim | 3           | 5                | 1.7                            |
| 2 | Bobby Portis                    | 3           | 5                | 1.7                            |

### Số phút thi đấu
| # | Cầu thủ                 | Số trận đấu | Số phút thi đấu | Số phút trên một trận |
| - | ----------------------- | ----------- | --------------- | --------------------- |
| 1 | Rondae Hollis-Jefferson | 3           | 112             | 37.6                  |
| 2 | Freddy Ibrahim          | 3           | 102             | 34.0                  |
| 3 | Ahmad Al-Dwairi         | 3           | 97              | 32.6                  |
| 4 | Reuben Te Rangi         | 3           | 96              | 32.1                  |
| 5 | Finn Delany             | 3           | 95              | 32.0                  |

### Tỷ lệ ném phạt
| # | Cầu thủ                 | Số pha ném phạt chính xác | Số pha ném phạt | Tỷ lệ |
| - | ----------------------- | ------------------------- | --------------- | ----- |
| 1 | Shea Ili                | 3                         | 16/17           | 94.1  |
| 2 | Giannoulis Larentzakis  | 3                         | 10/12           | 83.3  |
| 3 | Jaren Jackson Jr.       | 3                         | 12/15           | 80.0  |
| 4 | Anthony Edwards         | 3                         | 11/14           | 78.6  |
| 5 | Rondae Hollis-Jefferson | 3                         | 31/40           | 77.5  |

### Tỷ lệ ném trúng mục tiêu
| # | Cầu thủ                 | Số cú ném trúng mục tiêu | Số cú ném | Tỷ lệ |
| - | ----------------------- | ------------------------ | --------- | ----- |
| 1 | Georgios Papagiannis    | 15                       | 26        | 57.7  |
| 2 | Ahmad Al-Dwairi         | 18                       | 32        | 56.3  |
| 3 | Ioannis Papapetrou      | 17                       | 31        | 54.8  |
| 4 | Rondae Hollis-Jefferson | 25                       | 51        | 49.0  |
| 5 | Anthony Edwards         | 17                       | 37        | 45.9  |

### Hiệu suất trong các pha tấn công
| # | Cầu thủ                 | Số trận đấu | Số điểm ghi được | Số điểm ghi được trên một trận | Hiệu suất | Hiệu suất trên một trận |
| - | ----------------------- | ----------- | ---------------- | ------------------------------ | --------- | ----------------------- |
| 1 | Rondae Hollis-Jefferson | 3           | 37.6             | 27.7                           | 78.0      | 26.0                    |
| 2 | Shea Ili                | 3           | 28.9             | 18.0                           | 58.0      | 19.3                    |
| 3 | Ahmad Al-Dwairi         | 3           | 32.6             | 14.0                           | 51.0      | 17.0                    |
| 3 | Georgios Papagiannis    | 3           | 27.9             | 11.0                           | 51.0      | 17.0                    |
| 5 | Anthony Edwards         | 3           | 20.9             | 16.3                           | 50.0      | 16.7                    |